# Bielorussia ai Giochi della XXVI Olimpiade
La Bielorussia partecipò ai Giochi della XXVI Olimpiade, svoltisi ad Atlanta, Stati Uniti, dal 19 luglio al 4 agosto 1996, con una delegazione di 157 atleti impegnati in diciannove discipline.